# Kawia pośrednia
Kawia pośrednia (Cavia intermedia) – gatunek gryzonia z rodziny kawiowatych spokrewniony z kawią domową. Jedyna znana populacja żyje na terenie parku Serra do Tabuleiro na należącej do brazylijskiego stanu Santa Catarina wyspie Moleques do Sul. Żywi się trawami.
Międzynarodowa Unia Ochrony Przyrody (IUCN) wymienia gatunek w Czerwona księga gatunków zagrożonych jako krytycznie zagrożony (CR). Szacowana liczebność (2016) jedynej istniejącej populacji obejmowała około 42 zwierzęta.

## Kariotyp
Garnitur chromosomowy kawii pośredniej tworzy 31 par (2n=62) chromosomów; FN=112.

## Tryb życia
Rozród odbywa się przez cały rok. W każdym miocie samica może wydać na świat 1–2 młodych.

## Siedlisko
Zasięg terytorialny obejmuje 0,05-0,35 ha.

## Rozmieszczenie geograficzne
Jedyna znana populacja żyje na terenie parku Serra do Tabuleiro na należącej do brazylijskiego stanu Santa Catarina wyspie Moleques do Sul. 

## Zagrożenie i ochrona
Międzynarodowa Unia Ochrony Przyrody (IUCN) wymienia gatunek w Czerwona księga gatunków zagrożonych jako krytycznie zagrożony (CR). Szacowana liczebność (2016) jedynej istniejącej populacji obejmowała około 42 zwierzęta.